# بطولة

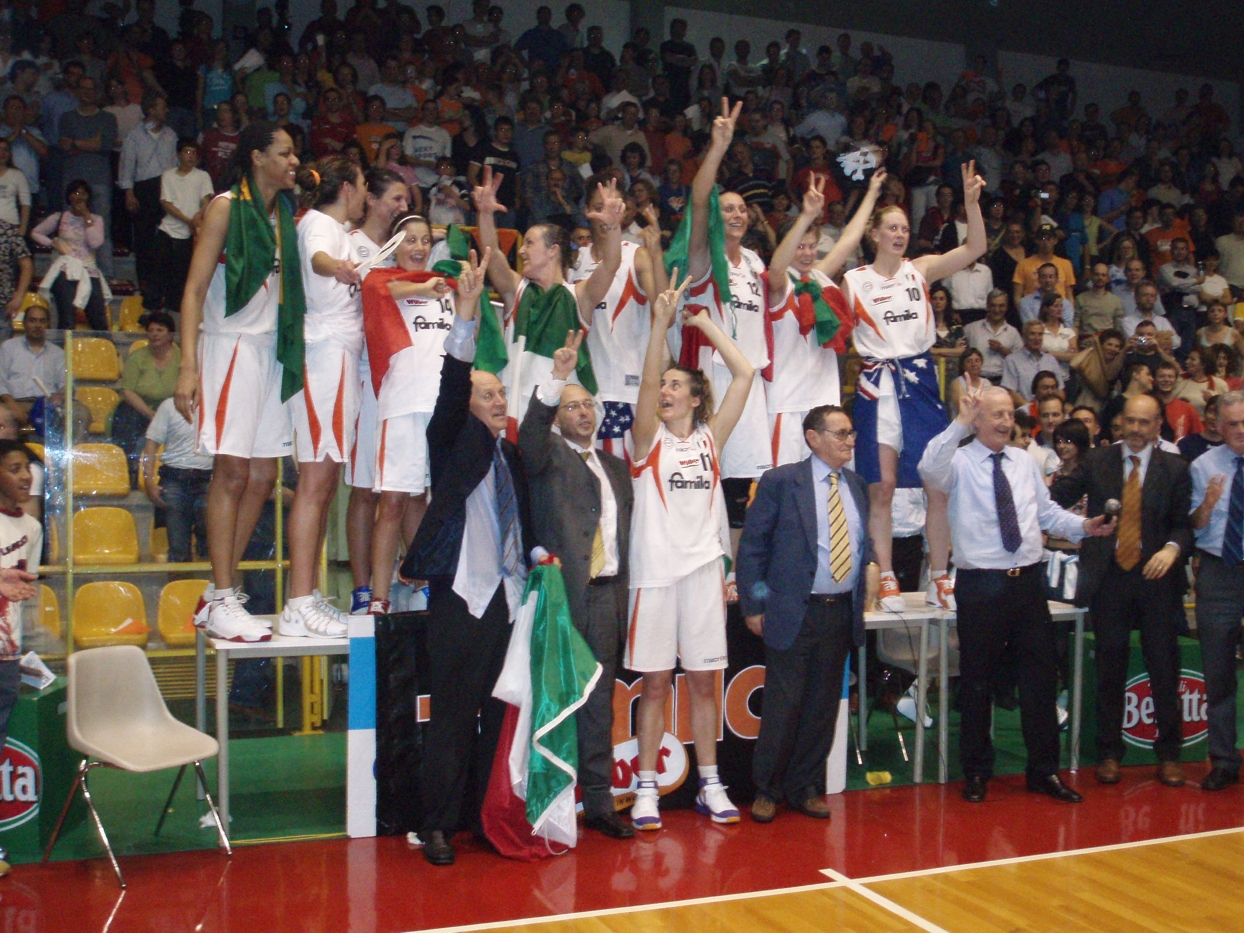

البطولة هي منافسة يعد الفائز فيها سواءً أكان فرداً أم فريقاً بطلاً فيها.
غالباً ما يستخدم وصف البطولة في مجال المنافسات الرياضية، ويطلق عليها حينئذ بطولة رياضية.
من أشهر البطولات الرياضية من حيث التغطية الإعلامية كل من الألعاب الأولمبية وكأس العالم لكرة القدم.

## بطولة الأفلام
يستخدم مصطلح البطولة في الأوساط العربية للإشارة إلى بطل الفيلم في الأعمال السينمائية، وينسحب المبدأ نفسه على باقي الأعمال الفنية مثل الأعمال التلفزيونية.